# Alex Tchuimeni-Nimely
Alex Tchuimeni-Nimely (* 11. Mai 1991 in Monrovia) ist ein ehemaliger liberianisch-englischer Fußballspieler. 

## Karriere

### Verein
Tchuimeni-Nimely spielte bis 2005 in der Jugendmannschaft Barrack Young Controllers FC, ehe er zu Mighty Barrolle wechselte. Während eines längeren Urlaubaufenthalts bei seiner Großmutter in Kamerun wurde er um 2006/07 vom dortigen Klub Cotonsport Garoua unter Vertrag genommen. Tchuimeni-Nimely kam als jüngster Spieler im Kader im Erstrundenspiel der CAF Champions League 2007 gegen Uganda Revenue Authority SC vor 30.000 Zuschauern zum Einsatz und erzielte beim 3:0-Heimsieg einen Treffer. Eine Verletzung verhinderte weitere Einsätze des 15-Jährigen während seines Aufenthalts in Kamerun.
Kurze Zeit später ging er nach England zu seinem Vater, einem früheren Basketballer am Dawson College in Kanada, und absolvierte Probetrainings bei den Blackburn Rovers, dem FC Portsmouth und Manchester City. Von Manchester City erhielt er schließlich im Januar 2008 einen Vierjahresvertrag und spielte zunächst im Jugend- und Reserveteam des Klubs, wobei er regelmäßiger Torschütze war. Sein erstes Spiel in der Premier League bestritt Nimely am 3. April 2010 beim 6:1-Sieg gegen den FC Burnley, nachdem er nach 82 Minuten für Carlos Tévez eingewechselt worden war. Ende April 2010 unterzeichnete er einen neuen Vierjahresvertrag.
Am 16. September 2011 verlieh Manchester City Nimely für drei Monate an den FC Middlesbrough. In der Winterpause 2011/12 wurde er bis Saisonende an Coventry City ausgeliehen.
Im Januar 2013 wurde Nimely bis zum Saisonende an Crystal Palace ausgeliehen. Ab Juni 2014 war er vereinslos. Am 27. Januar 2014 schloss er sich dem Port Vale FC an und kam dort auf einen Ligaeinsatz in der drittklassigen League One. Er verließ Port Vale im Sommer 2015. 
Bis Februar 2016 war Nimely wieder vereinslos gewesen, ehe er sich dem rumänischen Club ACS Poli Timișoara anschloss. Im Sommer 2016 wechselte er schließlich zum FC Viitorul Constanța. Seit März 2017 spielte er für Stabæk IF in der norwegischen Tippeligaen, bis sein Vertrag im Juli 2017 aufgelöst wurde. Von Februar 2018 bis zum Jahresende stand er beim FC Honka Espoo in Finnland unter Vertrag. Anschließend war er ohne Verein und spielte im Sommer einen Monat für Sechstligist Kettering Town in England. Dann beendete er seine Karriere.

### Nationalmannschaft
Der vormalige liberianische Jugendnationalspieler nahm 2009 mit der englischen U-20-Nationalmannschaft an der Junioren-Fußballweltmeisterschaft 2009 in Ägypten teil und erzielte den 1:1-Ausgleichstreffer im letzten Gruppenspiel gegen Usbekistan, zugleich der einzige Turniertreffer der englischen Auswahl. 2008 erhielt er eine Einladung in das liberianische Nationalteam für die bevorstehenden WM-Qualifikationsspiele, lehnte das Angebot im Hinblick auf eine mögliche Karriere im englischen Nationalteam aber ab.